# Monastero di Serra do Pilar
Il Monastero di Serra do Pilar è un ex monastero situato a Vila Nova de Gaia, in Portogallo, sul lato opposto del fiume Duero rispetto a Porto. É situato su uno sperone che domina il ponte Dom Luís I e il centro storico di Porto. Insieme a questi luoghi, è stato designato patrimonio dell'umanità dall'UNESCO nel 1996. Il monastero si distingue per la chiesa e il chiostro, entrambi circolari.
Si trova nella parrocchia di Santa Marinha e São Pedro da Afurada nel centro storico di Vila Nova de Gaia, è situato in posizione prominente sopra il Duero ed è accessibile dalla stazione Jardim do Morro sulla linea D della metropolitana di Porto.

## Storia

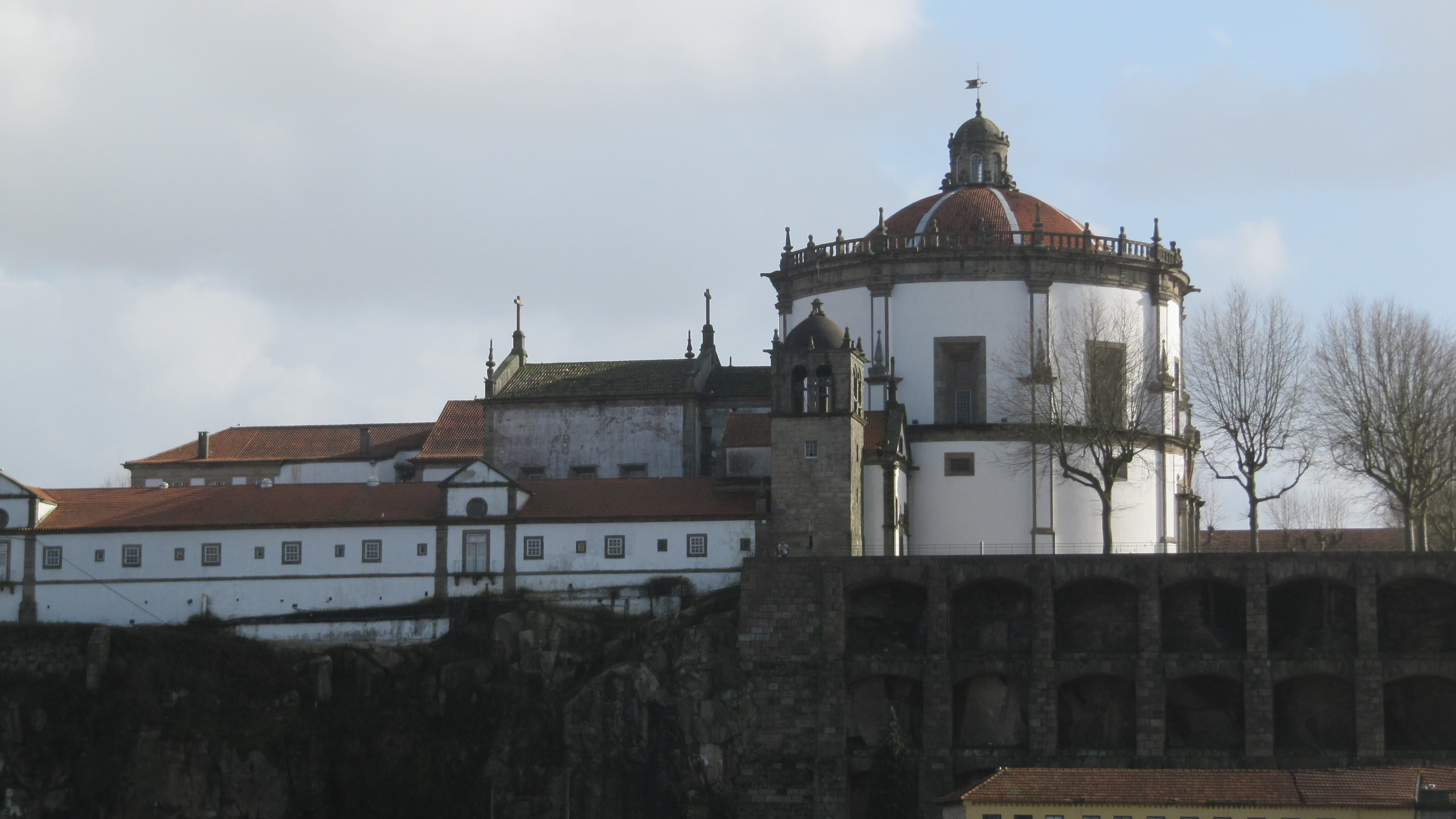
Il monastero visto da Porto

La costruzione del primo monastero nel sito iniziò nel 1538 su iniziativa dell'Ordine di Sant'Agostino. L'iniziativa risaliva al 1527, ai tempi di Giovanni III, e doveva servire come residenza monastica più ampia per i monaci del Monastero di Grijó che si trovava in uno stato di degrado. Il monastero originario fu completato nel 1564 e il chiostro nel 1583. Il primo monastero divenne rapidamente insufficiente poiché le strutture erano troppo piccole per il numero di monaci in residenza. Nel 1597 iniziarono i lavori per la nuova chiesa e il monastero fu lentamente ristrutturato nei successivi decenni. La nuova chiesa circolare fu inaugurata il 17 luglio 1672 e il monastero entro la fine del XVII secolo.
L'importanza militare di Serra do Pilar venne evidenziata per la prima volta durante la guerra peninsulare quando il sito fu utilizzato dal generale Arthur Wellesley per lanciare un attacco a sorpresa contro i francesi attraverso il Duero e riprendere Porto. La posizione prominente del monastero fungeva da unica roccaforte liberale sul lato sud del Duero durante l'assedio di Porto. Il monastero fu fortificato nel corso del XIX secolo per sfruttare la sua posizione strategica. Nel 1910 il sito è stato dichiarato Monumento Nazionale del Portogallo. Nel 1927 iniziò la ricostruzione di porzioni del monastero che erano state distrutte nel corso delle guerre successive. Nel 1947 alcuni dei terreni del monastero furono convertiti in una caserma che rimane sul sito fino ad oggi. Dalla fine del XX secolo il monastero e il parco sono aperti al pubblico e nella chiesa si continua a celebrare la messa domenicale. Nel 1996 il monastero è stato incluso nella lista del patrimonio dell'umanità dell'UNESCO assieme al centro storico di Porto.

## Architettura
Il disegno unico del Monastero di Serra do Pilar è influenzato da elementi rinascimentali e manieristi. La chiesa e il chiostro sono entrambi circolari con diametri identici. La chiesa a ovest e il chiostro a est sono separati da un coro e da una cappella rettangolari. L'ala nord del monastero ospita il campanile e i dormitori e l'ala sud la sagrestia e il refettorio.
La chiesa è alta 36 metri ed è la struttura più visibile del complesso, che domina l'orizzonte sul lato sud del Duero, e il campanile è alto 20 metri. La Chiesa di Serra do Pilar è una delle numerose chiese circolari dell'Europa occidentale.

## Galleria d'immagini

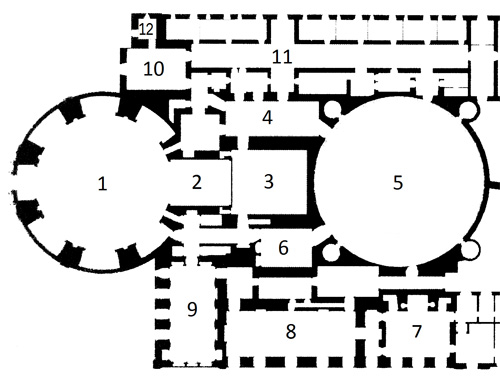
Pianta che mostra la chiesa (1) e il chiostro (5)
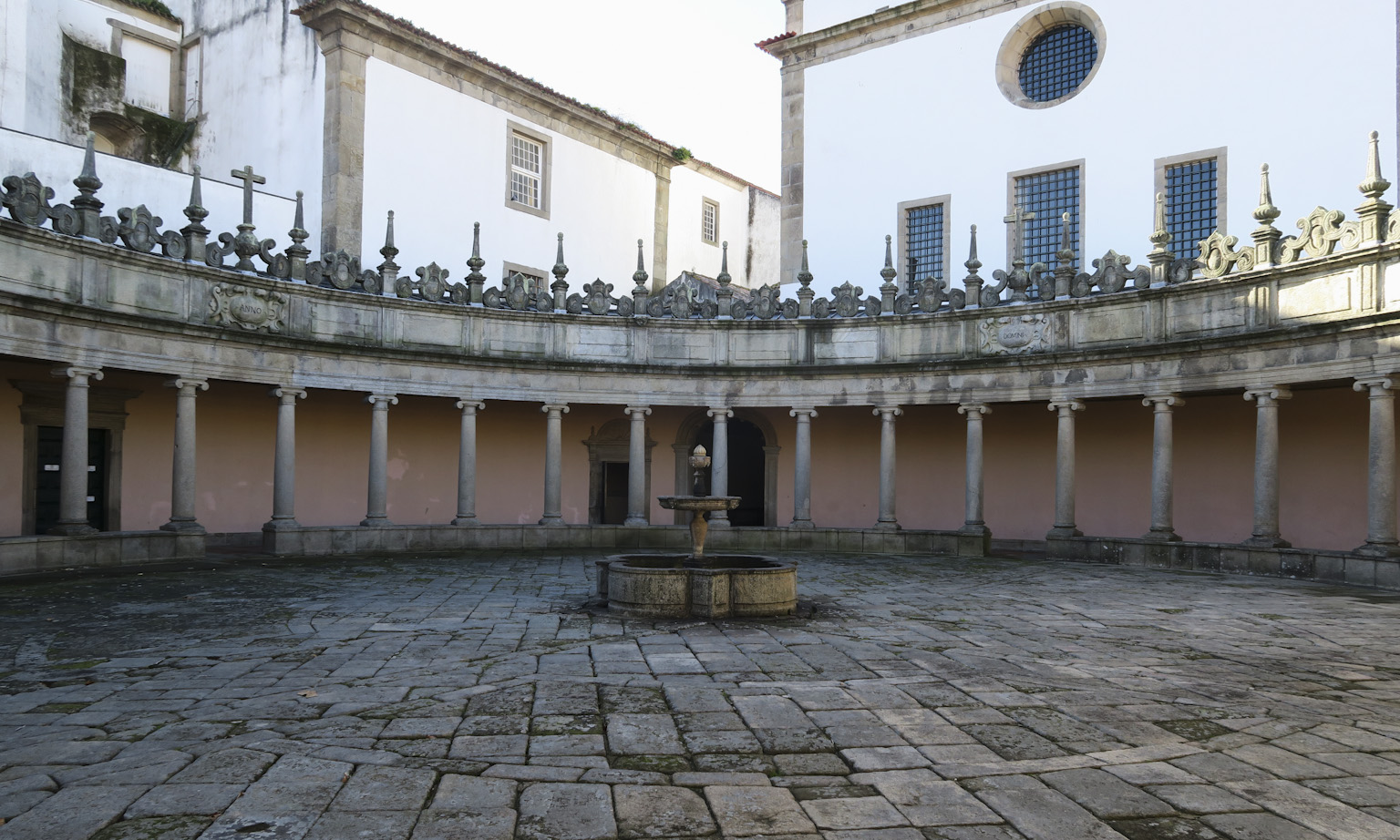
Il chiostro circolare
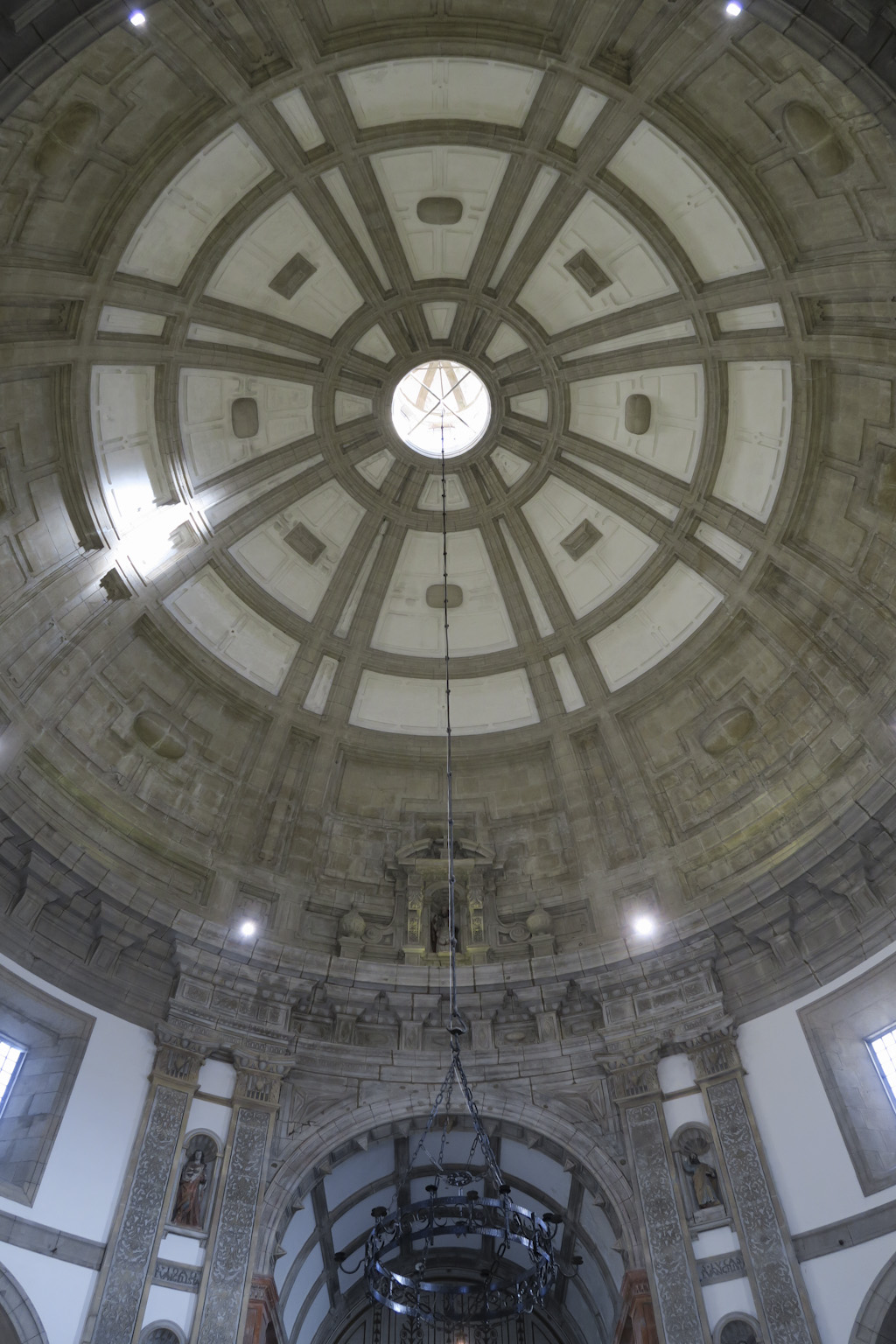
Vista all'interno della cupola della chiesa
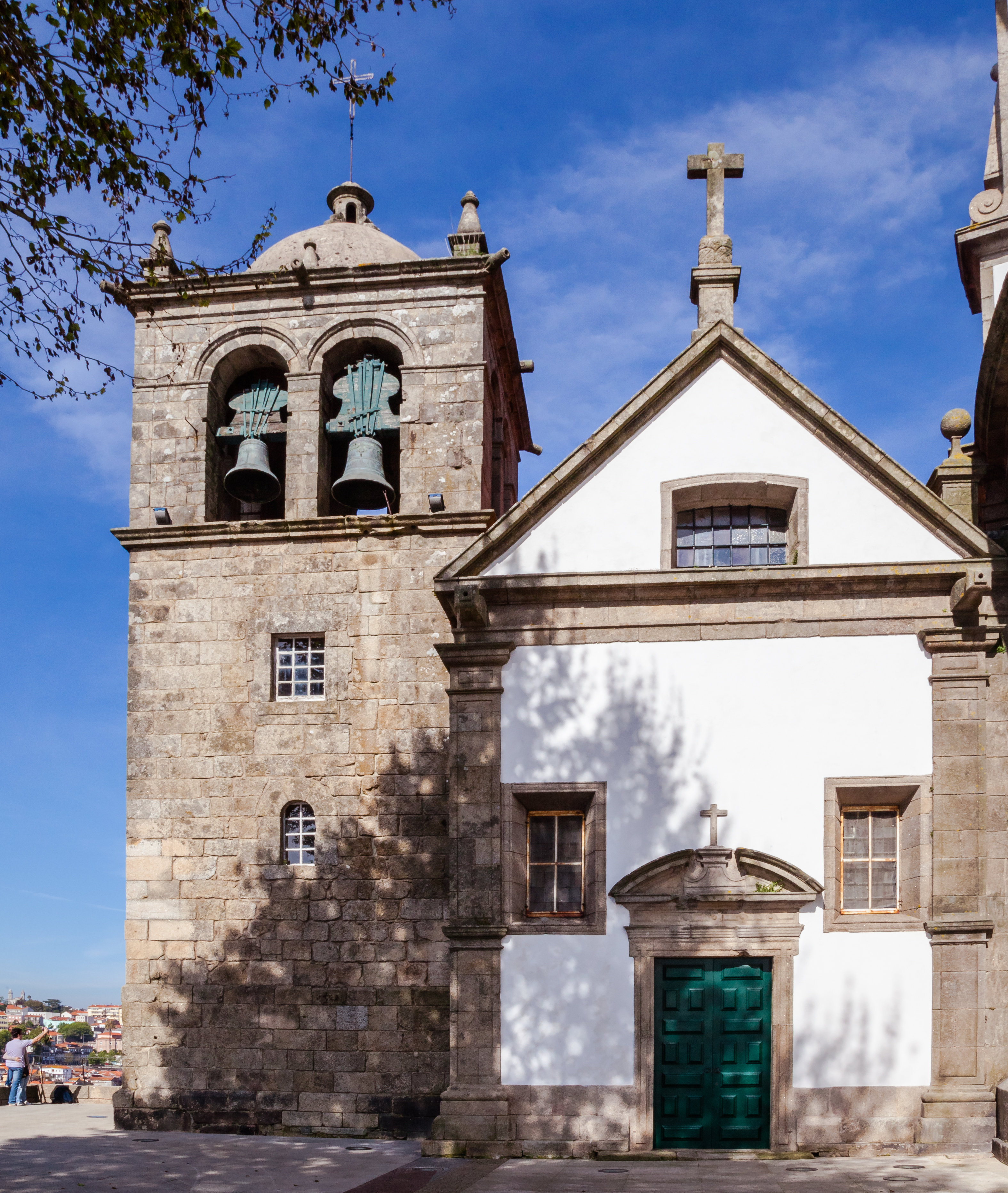
Il campanile e l'ingresso principale
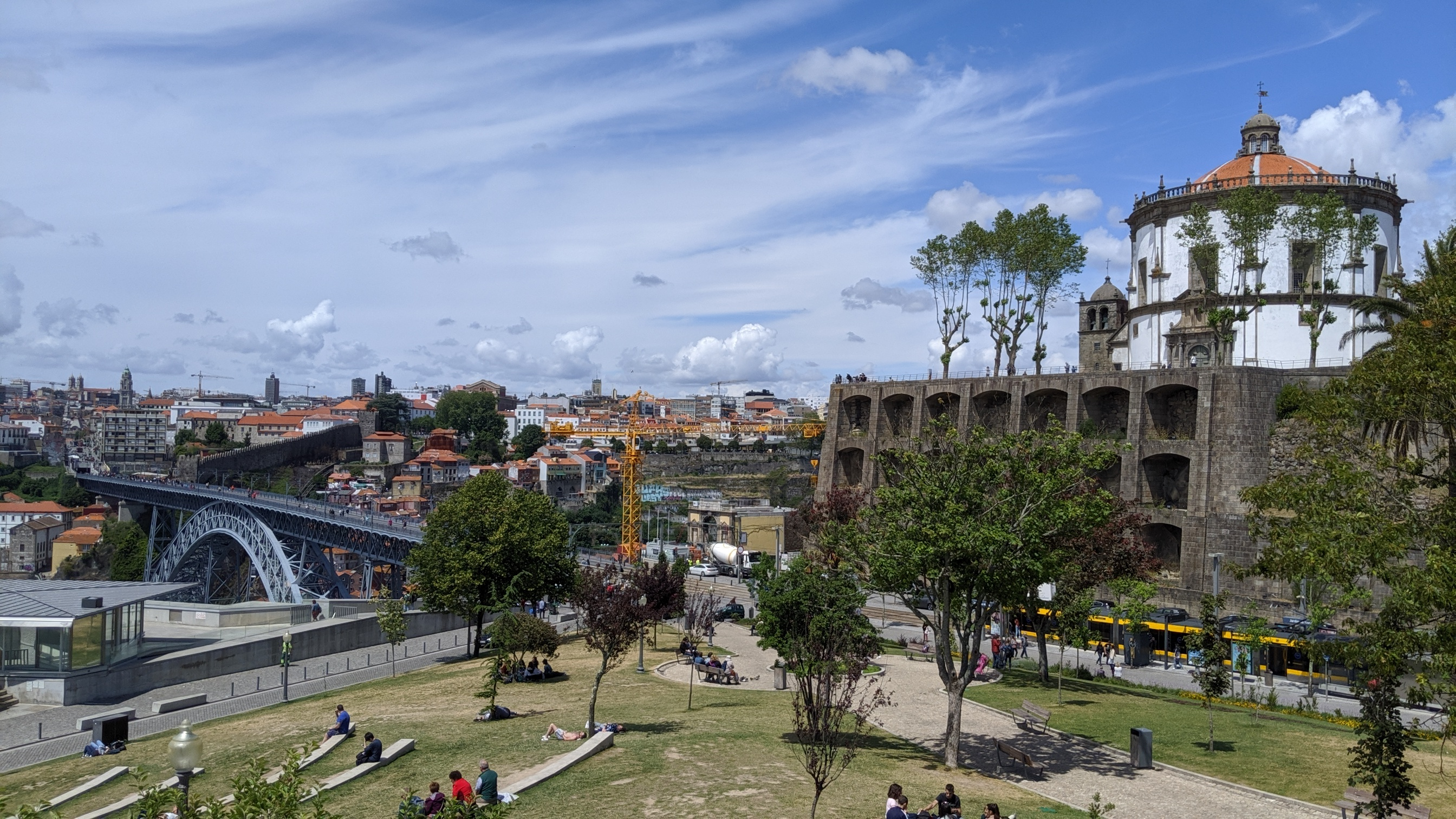
Vista dal Jardim do Morro
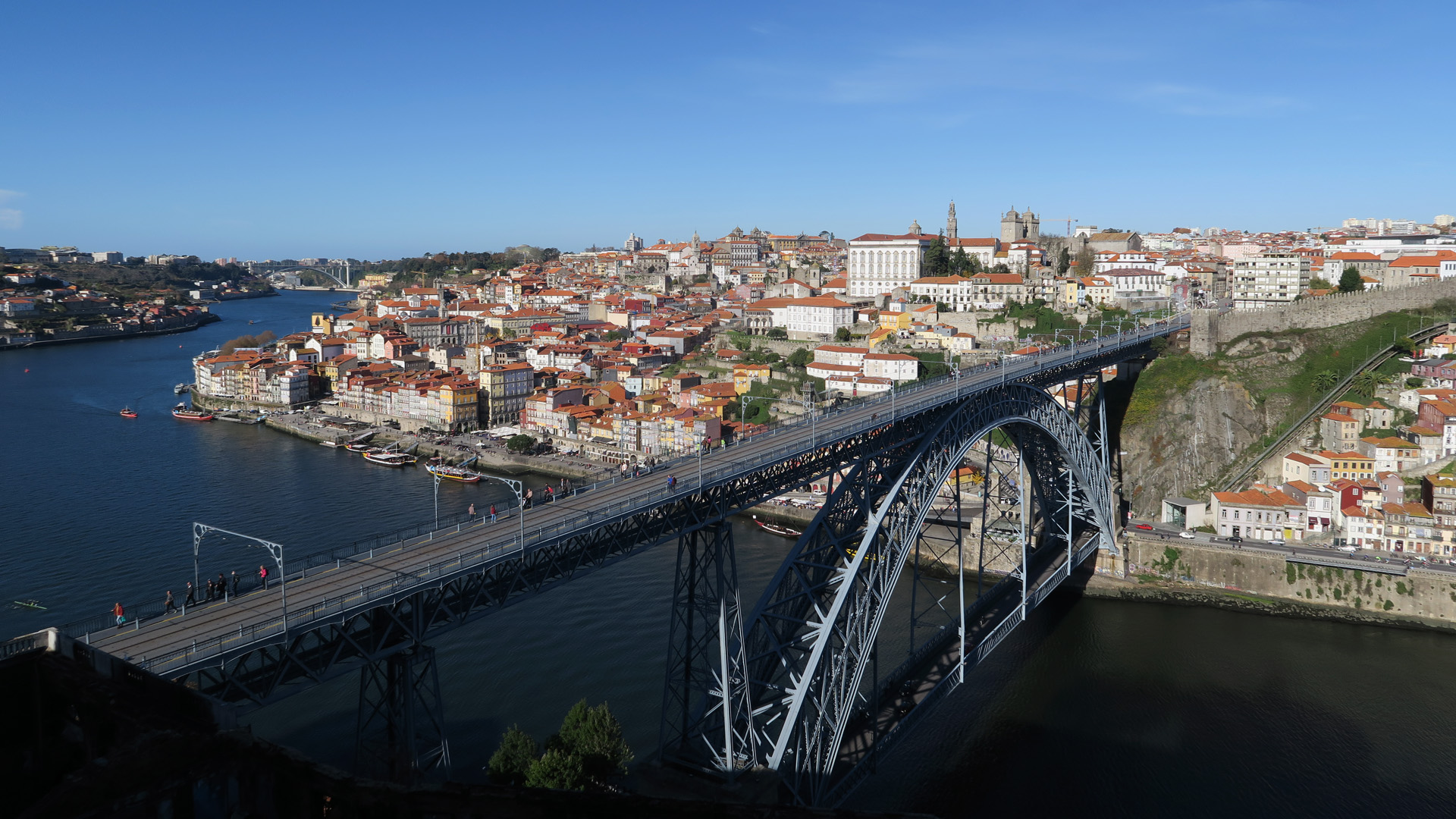
Veduta di Porto dal monastero